# Emil Jellinek
Emil Jellinek-Mercedes (nacido Emil Jellinek), (Leipzig, Conf. Germánica 6 de abril de 1853 - Ginebra, Suiza, 21 de enero de 1918), fue un diplomático austrohúngaro, cónsul y empresario. Es conocido por dar origen al nombre de la marca de automóviles Mercedes en 1902.

## Familia

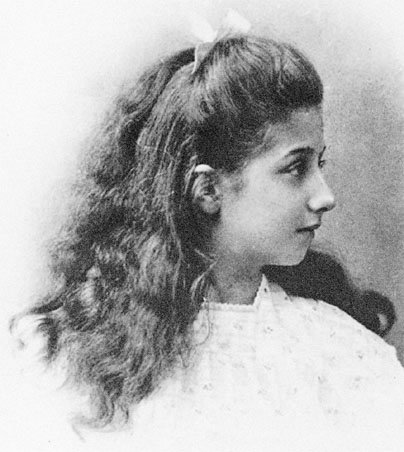
Mercedes Jellinek

Su padres fueron el doctor Adolfo Jellinek, un rabino erudito judío de origen checo y Rosalie Bettelheim (Budapest 1832, Baden bei Wien 1892) una rabina predicadora. Tenía dos hermanos, ambos de condición notoria: Max Hermann Jellinek como lingüista, y Georg Jellinek como profesor de Derecho Internacional. Sus hermanas se llamaban Charlotte y Pauline. 
La familia se trasladó, poco después del nacimiento de Emil, a Viena. Emil tenía dificultades para prestar atención en la escuela y abandonó varias de ellas, incluyendo la de Sonderhausen. Sus padres se decepcionaron con su pobre actitud en la escuela, mientras que Jellinek no se tomaba en serio sus problemas académicos. En 1870, cuando tenía 17 años, sus padres le encontraron un trabajo como empleado en una empresa de ferrocarril de Moravia, la Rot-Koestelec del Noroeste. Jellinek estuvo dos años en esta empresa antes de ser despedido cuando la dirección descubrió que había estado organizando carreras de trenes nocturnos.
Conocido a partir de 1903 como Emil Jellinek-Mercedes, consiguió ser un rico empresario que, tras el fallecimiento de Gottlieb Daimler, pasó a ser miembro del consejo de administración de la Sociedad de Motores Daimler Daimler Motoren Gesellschaft ('DMG') entre 1900 y 1909. Eligió un motor diseñado en la compañía por Wilhelm Maybach para el primer coche 'moderno'. Jellinek pidió denominar a la marca de automóvil con el nombre de su hija, Mercedes Jellinek. El modelo Mercedes 35 CV contribuyó en 1926 al desarrollo de la marca Mercedes-Benz (posteriormente una de las marcas de automóviles más importantes del mundo), conocida hasta entonces como DMG and Benz & Cie. Jellinek vivió en Viena, Austria pero más tarde se trasladó a Niza en la Costa Azul, donde era el cónsul general de la Monarquía Austro-húngara.
Emil estuvo casado en su primer matrimonio con Rachel Goggmann Cenrobert (1854-1893) y tuvo con ella tres hijos; Adolph, Fernand y Mercedes. Mercedes Jellinek, cuyo nombre completo era Mercédès Adrienne Ramona Manuela Jellinek, vivió en Viena, casándose dos veces escandalosamente y muriendo en 1929 de cáncer óseo. Aficionada a la música, tenía una buena voz de soprano, y nunca estuvo interesada en la pasión automovilística de su padre.
Su segundo matrimonio en 1899 fue con Madelaine Henriette Engler, con la que tuvo cuatro hijos: Alain Didier, Guy, René y Andrée (Maya). Con la caída del Imperio Austro-húngaro, el Ministerio de Justicia francés le dio un pasaporte checoslovaco a nombre de "Anais" Jellinek. Murió en 1941, en Neuilly, Francia.
Austro Daimler, bajo la tutela de Ferdinand Porsche, llamó a un modelo de coches "Maja", en referencia a la hija más joven de Jellinek. 
La nieta de Jellinek es Elfriede Jelinek, una dramaturga austriaca feminista que fue Premio Nobel en Literatura en 2004.

## Diplomático y hombre de negocios (1872 a 1893)
En 1872, a la edad de 19 años, se trasladó a Francia. Allí, gracias a las conexiones de su padre, el "Cónsul Austro-húngaro" en Marruecos apellidado Schmidl, asignó a Jellinek destinos diplomáticos en Tánger y Tetuán sucesivamente. En Tetuán conoció a la que sería su primera mujer, Rachel Goggmann Cenrobert, una joven de origen sefardí nacida en África.
En 1874 fue llamado para cumplir el servicio militar en Viena, pero fue declarado no apto. Reanudó su carrera diplomática como vicecónsul austríaco en Orán, Argelia y también comenzó a comerciar en Europa con tabaco argelino, en sociedad con el padre de Rachel.
También trabajó como inspector para la compañía francesa de seguros Aigle y viajó brevemente a Viena en 1881 a la edad de 28 años, para abrir una de sus sucursales. Volviendo a Orán, finalmente se casó con Rachel, y sus dos primeros, hijos Adolph y Fernand nacieron allí.
Dos años más tarde, en 1884, Jellinek se incorporó a la compañía de seguros a tiempo completo y se mudó con la familia a Baden bei Wien, Austria, donde vivían en la casa de un comerciante de vino llamado Hanni. Su primera hija, Mercedes Jellinek, nació en Baden el 16 de septiembre de 1889. Su esposa Rachel falleció cuatro años después, y fue enterrada en Niza. Jellinek pensaba que el nombre Mercedes le traía buena fortuna y llamó a todas sus propiedades posteriores con este nombre. Uno de sus hijos escribió: "Era tan supersticioso como los antiguos romanos".
El negocio de seguros y el mercado de valores de Jellinek se convirtieron en un gran éxito, y comenzaron a pasar los inviernos en Niza, en la Riviera Francesa, donde llegaron a instalarse permanentemente, estableciendo vínculos con empresarios internacionales y la aristocracia local.
Fue durante su primera época en Niza cuando Jellinek se sintió cautivado por los automóviles, estudiando cualquier información que le fuera posible encontrar y comprando sucesivamente un De Dion-Bouton, un Léon-Bollée Voiturette (ambos triciclos), y un coche motorizado Benz de cuatro asientos. 
Ayudado por su trayectoria diplomática (llegó a ser cónsul general austriaco en Niza), Jellinek comenzó a vender coches, principalmente de fabricación francesa, a aristócratas europeos que pasaban sus vacaciones de invierno en la región francesa. Sus socios en el negocio del automóvil eran León Desjoyeaux, de Niza, y C. L. "Charley" Lehmann, de París. 
Adquirió una gran mansión a la que llamó Villa Mercedes para controlar el negocio, y en 1897 vendía aproximadamente 140 coches por año, cuando comenzó a llamarlos "Mercedes". El negocio de coche resultó ser mucho más provechoso que su primer negocio con una compañía aseguradora.

## DMG (Daimler Motoren Gesellschaft), Daimler y Maybach (1896 a 1900)

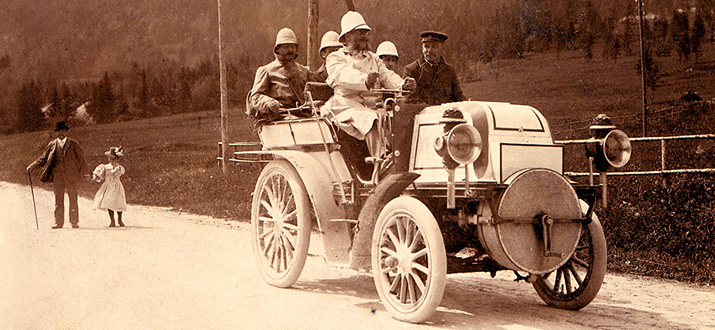
Emil Jellinek conduciendo su Phoenix

Tras ver el anuncio de un coche DMG en la revista semanal Fliegende Blatter, Jellinek viajó en 1896 a Cannstatt, Stuttgart, para averiguar algo más sobre la empresa, su fábrica y los diseñadores Gottlieb Daimler y Wilhelm Maybach. Encargó uno de los coches de Daimler, que le fue entregado en octubre de aquel mismo año. 
El coche era un Phoenix Doble-Phaeton con un motor de 8CV, capaz de alcanzar 24 km/h (15 millas/h). Maybach había diseñado en 1894 el motor del "DMG-PHOENIX" (que incorporaba por primera vez cuatro cilindros en un coche), mientras estaba alojado en el antiguo Hermann Hotel de Stuttgart.
DMG parecía una empresa fiable, fue entonces cuando Jellinek decidió comenzar a vender sus coches. En 1898 escribió a "DMG" solicitando seis coches más y llegó a ser agente y distribuidor principal de DMG. En 1899 vendió 10 coches y en 1900 otros 29. Numerosos fabricantes franceses de coches como Peugeot y Panhard & Levassor tenían licencia para vender automóviles Daimler en Francia, lo que produjo una gran demanda de coches de la que se benefició Jellinek, al ser capaz de conseguir tiempos de espera más cortos que los otros proveedores. 
Jellinek siguió poniéndose en contacto con los diseñadores de DMG con sus ideas, a veces ingeniosas, pero a menudo con arengas como: "Su carro de abono acaba de estropear nuestro programa", "Su coche es un capullo y yo quiero la mariposa" o "Sus ingenieros deberían estar encerrados en un asilo de insanos." Esto irritaba a Daimler, pero Maybach hizo caso de muchas de sus sugerencias."
Cada año en marzo, en la Costa Azul se celebraba una semana de velocidad, atrayendo a la alta sociedad local. El programa incluía: 
- Niza-Castellane de 90 kilómetros (carrera de mayor distancia)
- Magagnosc (carrera local)
- Paseo des Anglais (prueba de velocidad)
- Niza-La Turbie (prueba de ascenso)
- Monte Carlo (concurso de elegancia)

En la edición de 1899 Jellinek pilotó todos sus coches. Como el uso de seudónimos era algo común, llamó a su equipo de carreras Mercedes, con el nombre bien visible en el chasis de sus coches. Monsieur Mercedes se convirtió en su apodo, con el que llegó a ser conocido en la región. 
Usando el DMG-PHOENIX, Jellinek ganó todas las carreras fácilmente, alcanzando 35 km/h, pero todavía no estaba satisfecho con el coche.

## El Mercedes 35CV (1900)

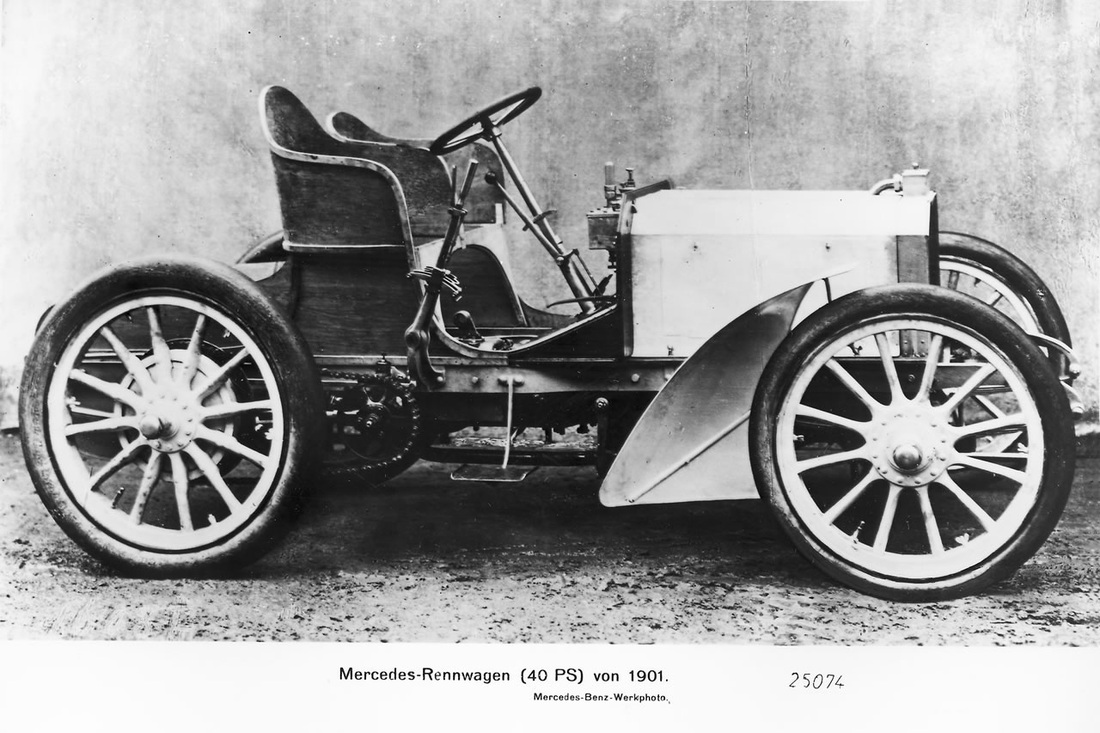
El revolucionario Mercedes 35 CV diseñado por Wilhelm Maybach según las especificaciones de Jellinek.

En 1899 DMG encomendó a algunos ingenieros como Wilhelm Bauer, Wilhelm Werner y Hermann Braun, investigar la posibilidad de usar el Phoenix para eventos deportivos, puesto que las carreras de automóviles contrarreloj eran el mejor modo de generar publicidad en Europa. 
El 30 de marzo de 1900, Wilhelm Bauer decidió por su cuenta participar en la ascensión Niza-La Turbie, pero se estrelló fatalmente después de chocar en una roca en la primera manga al evitar impactar con los espectadores. Esto hizo que DMG abandonase las carreras.
Sin embargo, Jellinek llegó a un acuerdo con DMG el 2 de abril de 1900, prometiendo la gran suma de 550.000 marcos oro alemanes si Wilhelm Maybach diseñaba un coche deportivo revolucionario para él, que fue llamado "Mercedes", del que 36 unidades tendrían que ser entregadas antes del 15 de octubre. El acuerdo también incluía un pedido de otros 36 coches DMG estándar de 8CV. Jellinek también llegó a ser miembro del Consejo de Dirección de DMG y obtuvo la distribución en exclusiva del nuevo "Mercedes" para Francia, Austria, Hungría, Bélgica y los Estados Unidos de América. Jellinek tenía algunos problemas legales con Panhard Levassor sobre el uso del nombre de Daimler en Francia, siendo el uso del nombre Mercedes la solución del problema.
Jellinek fijó unas especificaciones estrictas para el "Mercedes", declarando que "No quiero un coche para hoy o mañana, este será el coche del día que marcará una época". Detalló muchos parámetros nuevos para solucionar los problemas encontrados en muchos "carros sin caballo" mal diseñados, inadecuados para correr a altas velocidades y con peligro de vuelco: 
- Mayor distancia entre ejes y amplitud del ancho de rodadura para proporcionar estabilidad.
- Mejor localización del motor en el bastidor del coche.
- Centro de gravedad más bajo.
- Sistema de ignición eléctrica utilizando el nuevo sistema de Bosch (en lugar de un gas calefactado en un tubo).

El modelo sería designado oficialmente Daimler-Mercedes, denominación fácilmente aceptada por el presidente de DMG al resolver el conflicto del nombre Daimler en Francia, que estaba registrado por Panhard & Levassor. 
Durante los meses siguientes, Jellinek supervisó el desarrollo del nuevo coche, al principio mediante telegramas diarios y posteriormente viajando a Stuttgart. La entrega del primero de los coches se realizó el 22 de diciembre de 1900 en la estación de ferrocarril de Niza, adquirido por el Barón Henry de Rothschild que también había competido en las carreras de Niza.
En 1901, el coche asombró al mundo del automóvil. Jellinek ganó de nuevo las carreras de Niza, derrotando fácilmente a sus competidores en todas las categorías y alcanzando 60 kilómetros/h. El director del Automóvil Club de Francia, Paul Meyan, dijo: "Hemos entrado en la era Mercedes", una sentencia de la que se hicieron eco los periódicos de todo el mundo. 
Los registros alcanzados por el nuevo Mercedes asombraron al mundo del automóvil. Las ventas de DMG aumentaron, ocupando su planta de Stuttgart a la máxima capacidad y consolidando su futuro como empresa de fabricación de automóviles. El número de empleados regulares aumentó de 340 en 1900 a 2200 en 1904. En 1902, el 23 de junio, la empresa decidió usar el nombre de "Mercedes" como marca registrada para su producción completa de automóviles y oficialmente lo registró el 26 de septiembre. En el Salón del Automóvil de París de 1902, Jellinek colgó un gran retrato de Mercedes Jellinek para publicitar la marca.

## Vida después del éxito de Mercedes (1900 a 1914)
Radicado en Viena en junio de 1903, tras cambiar de aspecto afeitándose las patillas, un Emil Jellinek pletórico a los de 50 años de edad cambió su apellido al de "Jellinek-Mercedes", comentando: "Esta es probablemente la primera vez que un padre ha tomado el nombre de su hija". Desde entonces, firmó como "E.J. Mercédès". 
Jellinek y sus entusiastas socios distribuían el modelo DMG-Mercedes por todo el mundo. En 1909 vendieron 600 unidades, generando ingresos millonarios para DMG. Suministró coches a todos los 150 miembros del Club del Automóvil de Niza y también apoyó a equipos que corrían por toda Europa. Dedicó su vida completamente a su negocio, pasando mucho tiempo fuera de casa y enviando telegramas frecuentemente.
En los años 1900 comenzó a decaer su pasión por el "Mercedes", cansado de las peticiones especiales que le hacían los muy exigentes clientes aristócratas. También se desilusionó con los miembros del departamento técnico de DMG, a los que llegó a llamar "aquellos asnos" y construyó sus propias instalaciones principales de reparaciones en Niza, detrás de "Villa Mercedes". Wilhelm Maybach, su diseñador favorito, abandonó DMG en 1907. En 1908 también se enfrentó con el presidente de DMG porque continuamente cancelaba el contrato original de Jellinek. 
Continuó con su carrera diplomática, llegando a ser "Cónsul general Austro-húngaro" sucesivamente en Niza (1907), México y Mónaco. En 1909 estando en Monte Carlo, Jellinek finalizó con sus actividades comerciales para centrarse en su trabajo consular, aunque llegó a comprar algunos casinos en la región.

## Primera Guerra Mundial, sus últimos años (1914 a 1918)
Justo antes del estallido de la guerra en 1914 el gobierno austríaco cobró a Jellinek impuestos sobre sus propiedades francesas. La familia entonces se trasladó a Semmering. Mientras estaba siendo tratado en el sanatorio de Kissingen por el Dr. Von Dapper, cedió la mansión de Baden a su familia, escribiendo: "¡El Chalet de Baden me crea muchos problemas, no puedo dormir y esto perjudica a mi salud!.". 
Cuando el Imperio Austrohúngaro entró en la guerra el 28 de julio de 1914, Jellinek y su familia dejaron de hablar francés fuera de casa. Más tarde, aquel mismo año, se mudaron a Meran (Francia), pero allí fue acusado de espiar para Alemania y de ocultar a saboteadores en sus yates mediterráneos. Al mismo tiempo, los austríacos sospecharon de su esposa "Anaise".
Escapando en 1917, terminaron en Ginebra, en la neutral Suiza, donde Emil Jellinek temporalmente fue detenido otra vez. Permaneció allí hasta su muerte el 21 de enero de 1918, a la edad de 64 años. Todas sus propiedades francesas acabaron por perderse. En 1982, sus restos se trasladaron para descansar cerca de la tumba de Rachel (su primera esposa), en el Cementerio Católico de Niza. 
Una década después de su muerte en 1926, en la crisis alemana de la posguerra, DMG se unió con Benz para pasar a ser la empresa Daimler-Benz llamando a sus coches "Mercedes-Benz". La empresa es ahora parte del grupo Daimler.

## Las propiedades de Jellinek

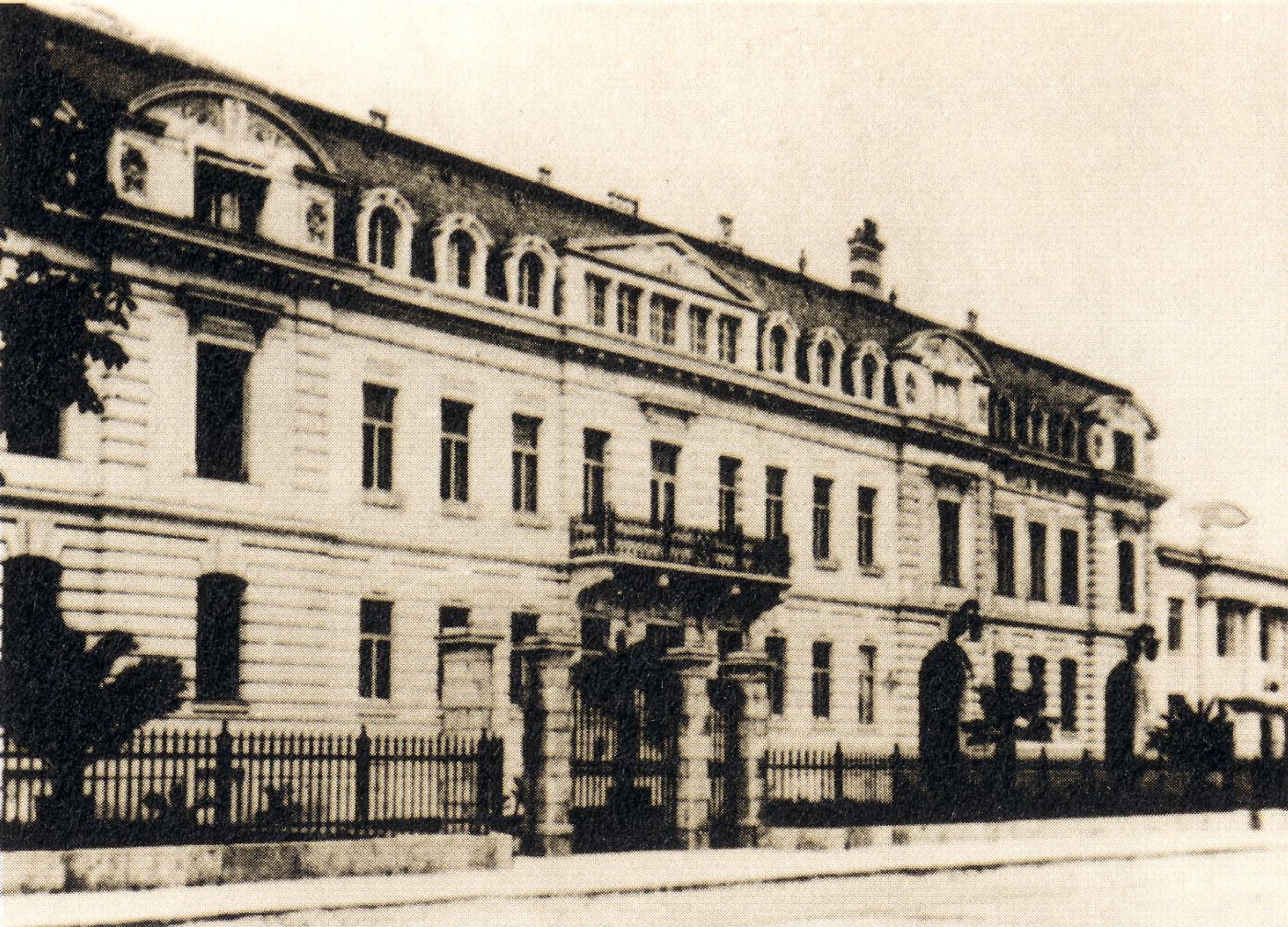
Mansión Mercedes (Wienerstrasse 39-45, Baden Baden)

En el auge global de "Mercedes" en 1900, Jellinek compró varias propiedades, incluyendo: 
- Concesionario con sala de exposición Mercedes en los Campos-Elíseos, París.
- Hoteles: "Royal" y "Scribe" en Niza; y el "Astoria" en París.

Sus propiedades más importantes eran: 
- "Villa Mercedes" en Niza; N.º 57, "Paseo des Anglais".
- "Villa Mercedes II" en Niza. N.º 54, "Paseo des Anglais". Comprada en 1902.
- "Mansión Jellinek-Mercedes", "Wienerstrasse" 39-45, en Baden (al lado de la casa del viñedo original). Tras comprarlo como un complejo edificado en 1891, Jellinek construyó una gran mansión, ampliándola poco a poco desde 1909 hasta que llegó a contar con 50 habitaciones, 8 cuartos de baño y 23 aseos. En 1945 el Ejército Ruso lo destruyó todo excepto el garaje y dos habitaciones. Después, el terreno fue dividido y vendido, ahora lo ocupa una gasolinera y un pequeño edificio construido en 1900.
- "Chauteau Robert", una casa inmensa localizada entre Toulon y Niza. Oficialmente fue la residencia privada de Jellinek, aunque pasó la mayor parte del tiempo en "Villa Mercedes" de Niza.

## Personalidad

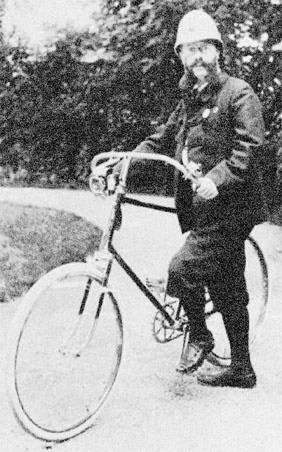
Fotografía de Jellinek tocado con un salacot.

En el libro de memorias escrito por su hijo Guy, publicado en 1966, se describe a Jellinek como una persona con gran visión para los negocios, que supo conjugar su condición de diplomático, sus relaciones con la alta sociedad y su pasión por los automóviles. Hombre de genio vivo y a veces algo excéntrico, no tuvo ningún inconveniente en llegar a insultar a los directivos de DMG en varias ocasiones para lograr sus propósitos. Algunos hechos extraídos de estas memorias contribuyen a describir su personalidad.
Jellinek era accionista tanto de DMG como de Austro Daimler. Intentando repetir el éxito del Mercedes, esta última empresa usó la designación "Maja" para uno de sus modelos, inspirándose en el nombre de otra de las hijas de Jellinek. Mientras vivía en Viena y de vacaciones en Niza, en ocasiones se vestía de manera extravagante. En Viena llegó a utilizar un salacot (ver imagen), y en Niza, con sus patillas largas y con ropa de estilo inglés, le llamaban "el inglés loco". Muchos rivales en las carreras de coches de Niza de 1899 lo llamaban Doctor Pascal, Axt, Escargot y Morsa. 
Algunos exabruptos de Jellinek dirigidos a Daimler y a Maybach
- "Ustedes son todos unos burros"
- "Su carro de abono acaba de estropearnos la agenda"
- "Sus ingenieros deberían estar encerrados en un asilo insano"
- "Usted es completamente incompetente"
- "Su fábrica es de tercera categoría"
- "Usted hace basura"
- "¿Su ingeniero-jefe está caduco?"
- "Su coche es un capullo y quiero la mariposa"
- Los miembros del Consejo de Dirección fueron llamados: "burros", "hipócritas" y "jesuitas".

El hijo de Jellinek, Guy, escribió: "Mi padre enviaba telegramas como martillos pilones. Ganó infinitas batallas por telegrama, alternándolos con ataques anárquicos."

## Citas
- "Esperan milagros de los que somos capaces de fabricarlos." (octubre de 1900)
- Sobre la marca "Mercedes" en 1900: "El nombre de mi hija tiene ciertas características de publicidad que se perderían al usar otro nombre. El nombre es tanto exótico como atractivo. Puede ser fácilmente pronunciado y es bueno. ¡Usted puede llamar a estos coches como quiera, pero los coches que yo venda se llamarán Mercedes!".